# Akhmatova (cratère)
Pour les articles homonymes, voir Akhmatova (homonymie).
Cette page contient des caractères spéciaux ou non latins. S’ils s’affichent mal (▯, ?, etc.), consultez la page d’aide Unicode.
Akhmatova est un cratère de la planète Vénus situé à une latitude de 61,3° et une longitude de 307,9°. Ce cratère possède un diamètre de 18,4 kilomètres. Son nom est tiré de celui de la poétesse russe Anna Akhmatova,.